# 李子端烈士墓
李子端烈士墓，位于中国广东省韶关市新丰县丰城镇横坑村，为新丰县的一个县级文物保护单位，类型为近现代重要史迹及代表性建筑，公布时间为1984年12月15日。
李子端烈士墓建于1954年。